# Sonata per a violoncel i piano núm. 3 (Beethoven)
La Sonata per a violoncel i piano núm. 3 en la major, Op. 69 va ser escrita el 1808. La sonata va ser composta en el mateix any que els Trios per a piano Op. 70, la Fantasia coral, la Simfonia núm. 5 i la Simfonia núm 6. Va ser estrenada el març de 1809 pel violoncel·lista Nikolaus Kraft i la pianista Dorothea von Ertmann. Està dedicada al Baró Ignaz von Gleichenstein, un violoncel·lista amateur que havia ajudat Beethoven en qüestions de negocis.
Durant la seva vida Beethoven va compondre cinc sonates per a violoncel i piano. La Sonata Op. 69 va ser la primera que va escriure des de les dues sonates Op. 5 (núm 1) i (núm. 2), una dècada abans. Mark Kaplan comenta: "En general, l'escriptura de la Sonata op. 69 és més prima que la de les primeres sonates per a violoncel ... El nivell compositiu desenvolupat per Beethoven li permetia utilitzar menys notes amb més confiança en el resultat." El violoncel·lista contemporani Steven Isserlis la descriu com la primera sonata per a violoncel i piano de la història en la que els dos instruments tenen una importància similar.
A la partitura manuscrita hi apareixien les paraules Inter lacrymas et luctus (entre llàgrimes i penes), però, curiosament, no hi ha la més mínima referència a aquesta situació en tota la peça: el caràcter general és alegre i reflexiu, amb un cert to còmic en algun punt.
Una interpretació dura aproximadament 25 minuts.
| 1r moviment |
|             |
|             |
|             |
| 3r moviment |
|             |
|             |
|             |

## Forma
L'obra consta de tres moviments:
1. Allegro ma non tanto
2. Scherzo. Allegro molto (en la menor)
3. Adagio cantabile – Allegro vivace

### 1r moviment
El primer moviment està escrit, com era tradicional a l'època, en forma de sonata. S'inicia amb una melodia expansiva tocada pel violoncel:

#### Exposició
El piano contesta amb un motiu de dos compassos que es repeteix augmentant de registre fins a culminar amb un acord de dominant al compàs 12 destacat amb una petita fermata del piano. A continuació, es torna a repetir el mateix tema de dotze compassos però intercanviant els papers entre els dos instruments -tret compositiu molt característic del classicisme-: ara comença el piano amb una sonoritat buida i serena d'octaves i contesta el violoncel amb un acompanyament de piano més mogut que culmina de la mateixa manera a la dominant del compàs 24 amb una fermata del violoncel. A partir d'aquí la música s'enfosqueix i comença a transitar cap al segon tema. La tonalitat passa bruscament a la menor, i l'acompanyament contrasta amb l'anterior amb la introducció d'un moto perpetuo a ritme de tresets. Una melodia inspirada en la primera part del primer tema ens condueix fins a la dominant de la dominant al compàs 31, que durarà set compassos per a resoldre a mi major al compàs 38.
El segon tema està format per una primera part que consisteix d'una escala que toca el violoncel i un fragment d'arpegi tocat en forma de cànon per part del piano. Aquest primer fragment es repeteix dues vegades seguint l'esquema tònica-dominant dominant-tònica típic de la presentació dels temes del tipus període del classicisme. A continuació ve un fragment de desenvolupament i una idea cadencial que tanca el tema de 12 compassos. Immediatament, es tornen a repetir aquests 12 compassos canviant els papers de la mateixa manera que s'havia fet al primer tema. A continuació segueix un fragment que recorda la transició amb el mateix acompanyament i una melodia de caràcter semblant. Finalment, el grup de tancament referma la tonalitat de mi major amb diverses fórmules cadencials.

#### Desenvolupament
El desenvolupament comença altre cop amb la tonalitat de la major, però jugant amb el principi i la idea cadencial del primer tema, ens condueix fins a la tonalitat de fa# menor al compàs 13 del desenvolupament. A partir d'aquí, tota la secció central consta de diversos períodes que reexposen la part central del primer tema -l'única que no s'ha sentit al principi d'aquesta secció- en diverses tonalitats majors i menors fins a arribar a un punt culminant a fa# menor on es torna a quedar el violoncel sol. Durant aquesta part, l'acompanyament va variant entre semicorxeres i tresets tal com ha fet durant l'exposició. A partir d'aquí segueix una petita retransició amb un fragment de blanques que fa analogia al primer tema (pel començament amb el salt de quinta i segona) però també al segon (per la imitació canònica). Tot plegat ens porta altre cop a la dominant de la tonalitat principal (mi major dominant de la) per a començar la reexposició.

#### Reexposició
Segueix començant el violoncel presentant el primer tema, però ara el piano fa una melodia amb escales al registre més agut (contraposant el registre més agut del piano i el més greu del violoncel. El tema només es presenta un cop aquesta vegada, acabant també amb una fermata de violoncel. Segueix altre cop el mateix fragment de transició, però aquest cop, com és de costum, es queda a la dominant de la tonalitat principal per a poder fer el segon tema en el mateix la major. A partir d'aquí, l'obra continua de manera molt semblant a la resta de l'exposició, però en el moment de resoldre definitivament a la major, transforma l'acord de tònica en la dominant del quart grau per a començar una coda (que en Beethoven sempre fa la funció d'un segon desenvolupament) en la subdominant. La coda consisteix en diverses repeticions del primer tema fins a arribar a una cadència triomfal que referma la tonalitat principal.

### 2n moviment
El segon moviment és un scherzo. Cal recordar que aquest mot italià significa “broma” i que, per tant, un scherzo és un gènera musical paròdic: en concret, és una paròdia del minuet. Aquesta era una dansa popular que la gent ballava per passar-s'ho bé i que els compositors solien incloure en les seves obres per agradar al públic. En el moment en què les altes classes socials comencen a fer-se seva la tradició del minuet (que era típica de les classes baixes) els compositors se’n riuen escrivint uns minuets que ja no es poden ballar: els scherzi. El d'aquesta sonata n'és un exemple molt clar ja que presenta un ritme altament sincopat per tot arreu que impedeix en tot moment sentir el temps fort de cada compàs per a poder-lo ballar.
Aquest tipus de composicions acostumen a tenir una forma ternària: una part principal que es repeteix al principi i al final i una de central contrastada amb la resta que s'anomena trio. En aquest cas, l'scherzo té una forma més semblant a la del rondó, ja que la part principal es repeteix tres vegades intercalades amb dues repeticions del “trio” o, si més no, d'una part contrastada.

#### Secció principal
El tema principal està format per una melodia molt entretallada i rítmicament inestable degut a l'ús de la síncope que ja hem comentat. Està en la menor i presenta un ús harmònic més aviat simple per a recordar el caràcter popular de la peça. Comença repetint el tema dues vegades i, després comença una secció de transició rítmicament més estable que culmina en una dubtosa cadència a do major. És dubtosa ja que es troba entretallada entre dos compassos de silenci, com si es volgués emular un improvisador inexpert que s'està pensant quin acord fer servir, que no té clar cap on vol modular. A partir d'aquí apareix el tema principal en la tonalitat de do major (el relatiu major de la tonalitat del moviment), però de seguida se’n torna cap al la menor del principi i torna a exposar el tema dues vegades (amb un acompanyament més agitat a la segona. La secció principal s'acaba amb la repetició d'una cèl·lula de dues notes si-la que acabarà sent l'acompanyament de la segona part per disminució.

#### Secció contrastada
La secció contrastada, en la major (tonalitat homònima del moviment) comença amb un tema que té dues parts molt diferenciades i contrastades també entre elles. La primera part té un caràcter més homofònic a ritme de blanques en punt (a terceres o sextes) de manera que s'alenteix el ritme general de la música per primera vegada en tota la peça -malgrat que a l'acompanyament hi segueix havent-hi la síncopa d'abans. Si el tema té aquesta primera part més serena, la segona és altre cop més juganera: fa pràcticament el mateix dibuix melòdic harmonitzat per sextes, però a un ritme més ràpid i amb unes articulacions que li donen un marcat caràcter diferent (una nota picada més dues de lligades). Cada part del tema també es repeteix dues vegades amb l'alternança entre els dos instruments tan característica de la música de cambra i, el tema sencer, globalment, es repeteix també unes quatre vegades cada cop que apareix la secció contrastada. Per a tornar a la secció principal, amb una transició semblant a la que s'ha usat per a marxar-ne: si abans es feia servir la repetició del motiu si-la (que després seria l'acompanyament), ara es fa per mitjà de la repetició de l'acord de dominant al ritme de la síncopa que marcarà el tema principal i tota la secció que lidera. I així, es tornarà a repetir aquesta secció dues vegades intercalada amb la secció principal.

### 3r moviment
Segons la forma de sonata clàssica, el tercer moviment hauria de tenir forma de rondó, però en aquest cas Beethoven es va decantar un altre cop per la forma sonata; probablement perquè el segon moviment ja s'assemblava massa a un rondó.
El moviment comença amb una petita introducció adagio en la tonalitat de mi major amb forma d'una melodia altament lírica i cantable que primer és exposada pel piano amb un baix d'Alberti i harmonitzada pel violoncel una tercera per sota, formant un duet amorós; i després pel violoncel sol acompanyat pel piano de la mateixa manera. Just després comença la forma de sonata pròpiament dita en la tonalitat de la sonata, la major. Cal destacar com a característica comuna amb les anteriors sonates per a violoncel de Beethoven que tampoc presentaven un moviment lent independent (sinó un scherzo més aviat ràpid); aquesta, però, supleix aquesta necessitat amb aquesta petita introducció.

#### Exposició
El primer tema té una forma de període 4 + 4 típica del classicisme, amb una harmonia simple pròpia del caràcter popular que demana un últim moviment. Sona dues vegades, la primera pel violoncel acompanyat pel piano i la segona pel piano sobre un pedal de tònica del violoncel. Tot seguit comença un passatge d'escales sobre un ritme de contradansa (altre cop apareix el caràcter popular) que transita fins una cadència sobre la dominant de la dominant per a donar pas al segon tema. El segon tema baixa la velocitat general de la peça amb un ritme a base de blanques en comptes de negres, a més, l'acompanyament s'atura i es torna més homofònic. Està construït a base d'un diàleg entre els dos instruments sense que se xafin, de manera que la sonoritat és més buida. La secció es tanca amb un passatge semblant al de la transició, amb escales i resolent sobre la dominant de la tonalitat principal.

#### Desenvolupament
El desenvolupament comença amb uns episodis basats en el primer compàs del tema principal, el presenta en tres tonalitats diferents començant per la menor. Tot seguit segueix repetint aquest compàs pujant cromàticament cada vegada fins a arribar a la tonalitat de do major, on torna a aparèixer el motiu de les escales de la transició i del grup de tancament de la primera secció; amb certa dosi de virtuosisme per al lluïment dels músics. De do major passa a do menor i torna a fer el joc de repetir el primer compàs del tema principal pujant cromàticament, aquest cop fins a la tonalitat principal (la major) on el violoncel tornarà a tocar el primer tema: ha arribat la reexposició.

#### Reexposició
La reexposició és essencialment igual que l'exposició, amb la diferència de l'acompanyament que utilitza per al primer tema i que, òbviament, el segon tema apareix en la tonalitat principal i no en la seva dominant. Acabada la reexposició en la tonalitat de la, comença altre cop una coda basada pràcticament només sobre el tema principal (de la mateixa manera que ha passat al primer moviment) que culmina en una cadència sobre la tònica, la qual repeteix durant sis compassos per a marcar el final de l'obra.

## Gravacions importants
Algunes de les gravacions més cèlebres de l'obra són les següents: